# Cynthiana (Ohio)
Cynthiana es un lugar designado por el censo (en inglés, census-designated place, CDP) ubicado en el condado de Pike, Ohio, Estados Unidos. Según el censo de 2020, tiene una población de 57 habitantes.

## Geografía
La localidad está ubicada en las coordenadas 39°10′25″N 83°20′54″O / 39.17361, -83.34833. Según la Oficina del Censo de los Estados Unidos, Cynthiana tiene una superficie de 0.09 km², correspondiente en su totalidad a tierra firme.

## Demografía
Según el censo de 2020, hay 57 personas residiendo en Cynthiana. La densidad de población es de 633.33 hab./km². El 91.23% de los habitantes son blancos, el 3.51% son amerindios y el 5.26% son de una mezcla de razas. Del total de la población, el 1.75% es hispano o latino.